# Анна Клевская
Анна Кле́вская (нем. Anna von Jülich-Kleve-Berg, англ. Anne of Cleves; не ранее 21 сентября 1515 и не позднее 22 сентября 1515 или не ранее 28 июня 1515 и не позднее 1 июля 1515, Дюссельдорф, Берг, Священная Римская империя — 16 июля 1557 или 17 июля 1557, Лондон) — четвёртая супруга английского короля Генриха VIII.
Представительница древнего аристократического немецкого дома Ламарков. Король Англии заключил этот брак по политическим причинам, не испытывая к жене тёплых чувств.  Согласно легенде, Генрих был весьма разочарован тем, что Анна не соответствовала своему портрету, написанному Гольбейном. Он так и не вступил с ней в супружеские отношения. 9 июля, всего через семь месяцев после свадьбы, они были разведены.
После аннулирования брака Анна осталась в Англии, ей было пожаловано щедрое содержание и неофициальное звание «любимой сестры короля» (англ. the King's Beloved Sister). Она щедро занималась благотворительностью и завещала своё состояние бедным людям. С Генрихом и его семьёй после развода она поддерживала тёплые дружеские отношения, которых не было в тот период, пока она была его женой. Умерла в 1557 году и была погребена в Вестминстерском аббатстве.

## Принцесса Клевская
Принцесса Анна родилась 22 сентября 1515 года в Дюссельдорфе и была вторым ребёнком герцога Клевского Иоганна III и Марии фон Юлих-Берг. По отцовской линии она принадлежала к древнему роду Ламарков.
О детстве и юности принцессы сохранилось достаточно мало сведений. Помимо неё в семье было ещё две дочери, Сибилла и Амелия, и сын, Вильгельм. Известно, что Анна была очень близка с матерью, герцогиней Марией.
Анну, как и её сестёр, воспитывала мать, и её образование было сведено к необходимому минимуму. Она могла читать и писать на немецком языке, но её не обучали ни латыни, ни французскому, она не умела ни петь, ни танцевать, ни играть на музыкальных инструментах, «ибо в Германии укоряют дам в легкомыслии, если они знают музыку» (англ. ...for they take it heere yn Germanye for... an occasion of lightenesse that great Ladyes... have enye knowledge of musike). Среди её достоинств можно было отметить лишь кроткий нрав и способность к рукоделию.
В 1527 году в возрасте 12 лет Анна была обручена с Франсуа I, герцогом Лотарингским, сыном и наследником Антуана Доброго. Мальчику в то время было только 10 лет, и помолвка носила неофициальный характер и была отменена в 1535 году.
Что касается религиозной позиции семьи, то её вряд ли можно было назвать единой. Вильгельм, брат Анны, был приверженцем лютеранства, в то время как герцогиню Марию характеризовали «истой католичкой». Отец Анны симпатизировал Реформации и был одним из сторонников Шмалькальденской лиги, возглавляемой Иоганном Великодушным, супругом Сибиллы, и выступавшей против императора Карла V и его религиозной политики.

## Сватовство

### Поиски невесты
Почти сразу после смерти Джейн Сеймур Генрих VIII озаботился поисками новой супруги. Несмотря на наличие наследного принца Эдуарда, судьба династии по-прежнему была ненадёжной, и для обеспечения преемственности ему непременно нужны был ещё сыновья. Не желая вновь связывать себя узами родства с испанскими монархами, он решил подыскать себе жену-француженку. У короля Франциска была дочь на выданье — Маргарита, а также у герцога де Гиза — Рене, Луиза и Мари. Через Кастийона, посла Франции при английском дворе, Генрих уведомил Франциска о желании встретиться с благородными девицами в Кале, чтобы выбрать самую достойную из них. Франциск отклонил предложение, заметив при этом, что француженок не принято выставлять «словно рысистых скакунов на ярмарке».
Потерпев неудачу с французскими невестами, Генрих обратил внимание на недавно овдовевшую герцогиню Кристину Миланскую. В марте 1538 года он отправил в Брюссель придворного художника Ганса Гольбейна с поручением написать портрет герцогини, получив который, Генрих пришёл в восторг. Но посланникам короля Кристина ответила, что она отнюдь не жаждет выходить замуж за Генриха, ибо «его Величество так быстро был избавлен от прежних королев, … что её советники полагают, будто её двоюродная бабушка была отравлена, а вторая жена безвинно казнена, а третья потеряла жизнь из-за неправильного ухода за ней после родов», и добавила, что будь у неё две головы, то «одну бы она предоставила его Милости».
Из-за скандальной личной жизни Генрих снискал настолько зловещую репутацию на континенте, что ни один европейский государь не желал выдавать за него дочь или сестру. По преданию, одна из потенциальных невест, Мари де Гиз, в ответ на предложение Генриха заявила, что хоть она и высокого роста, да только шея у неё короткая.

### Союз с протестантами

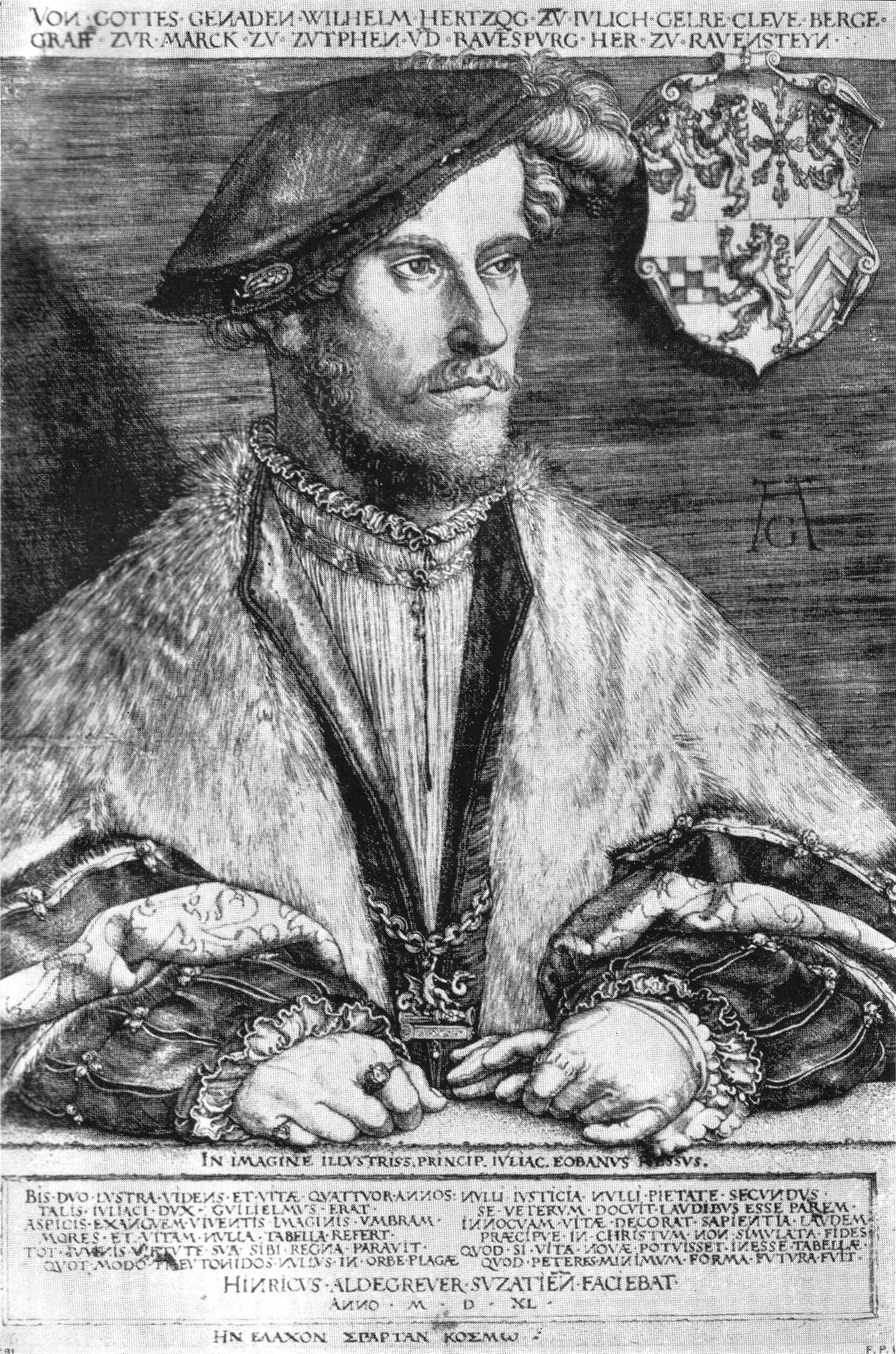
Вильгельм, герцог Юлих-Клеве-Бергский, брат Анны. Гравюра работы Генриха Альдегревера, ок. 1540 г.

К 1538 году отношения английского королевства с католическими европейскими державами значительно ухудшились, особенно после расправы над родственниками кардинала Реджинальда Поула, заподозренными в заговоре против короля. Все они выступали за восстановление католицизма в Англии. Папа в очередной раз объявил об отлучении Генриха от церкви, а его сторонники планировали вторжение в Англию.
Поддавшись настойчивым рекомендациям Томаса Кромвеля, король вознамерился посредством брака заручиться поддержкой какого-либо протестантского государства. Ещё раньше Джон Хаттон, английский посол в Брюсселе, сообщал, что у герцога Клевского есть дочь, но он «не слыхал особой похвалы ни нраву её, ни красоте». Вскоре выяснилось, что у герцога две незамужние дочери: Анна и Амелия.
В январе 1539 года Карл V и Франциск I подписали договор о союзничестве в Толедо, что заставило Генриха поторопиться со сватовством и отправить Николаса Уоттона и Роберта Барнса — убеждённых протестантов — ко двору герцога Иоганна для начала переговоров о помолвке с Анной или Амелией.
К моменту приезда посланников Генриха герцогом Клевским стал Вильгельм, сын недавно скончавшегося Иоганна. Новый герцог имел весьма строгие понятия о женской скромности, и когда принцесс официально представили Уоттону и Барнсу, на них были настолько громоздкие платья и плотные головные уборы, что тем не удалось разглядеть внешность девушек. На замечание Уоттона Вильгельм ответил: «Разве вы хотите видеть их обнажёнными?». Когда об этом доложили Кромвелю, тот немедля отправил Ганса Гольбейна на континент написать портреты сестёр, а королю сообщил:

Все восхваляют красоту леди Анны, так как и лицо и фигура её восхитительны. Она далеко превосходит герцогиню Саксонскую, как золотое солнце превосходит серебряную луну. Все восхваляют её добродетель и честность, вместе со скромностью, которая ясно видна в её наружности. Оригинальный текст (англ.)Every man praiseth the beauty of the lady Anne, as well for her face as for her person, above other ladies exellent. One among others said to them of late that she as far exellenth the duchess of Saxony, as the golden sun  exellenth the silver moon. Every man praiseth the good virtues and honesty with shamefacedness, which plainly appeareth in the gravity of her countenance.
Вильгельм Клевский, поначалу отнёсшийся без всякого энтузиазма к этой затее, вскоре изменил своё мнение, когда ему сказали, что Генрих готов жениться на одной из его сестёр, не требуя приданого, при условии, что ему понравится портрет. Увидев результат работы Гольбейна, король велел продолжить переговоры, хотя и несколько приуныл, узнав из доклада Уоттона, что Анна не владеет ни иностранными языками, ни светскими талантами. Тем не менее Уоттон отмечал, что принцесса умна и способна, и уверил короля, что она вполне в состоянии быстро выучить английский язык.
Незадолго до завершения переговоров Вильгельм сообщил о том, что Анна некогда была помолвлена с герцогом Лотарингским, и эта более ранняя договорённость могла воспрепятствовать новому браку. Однако свидетельств, подтверждающих существование брачного контракта обнаружено не было, и вскоре герцог заявил, что «леди Анна не связана никакими обязательствами… и до сих пор вольна вступать в брак по желанию» (англ. ...my lady Anne is not bownden; but ever hathe ben and yet is at her free libertye to marye where ever she wille.).
Узнав о готовившемся брачном союзе, последователи протестантизма в Англии и за её пределами полагали, что под влиянием новой жены Генрих упрочит положение этой религии в королевстве. Генрих отнюдь не собирался каким-либо образом потакать протестантам и рассчитывал на то, что в замужестве Анна вполне удовольствуется богослужением по католическому обряду. Впоследствии Анна не принимала никакого участия в протестантских движениях, а кроме того, вследствие дружбы с леди Марией начала склоняться к католицизму.

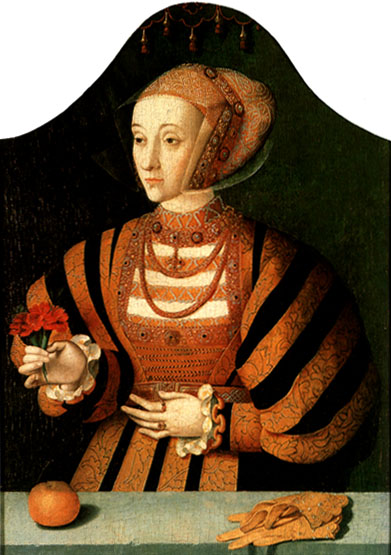
Анна Клевская. Портрет работы Бартоломеуса Брейна Старшего, начало 1540-х гг.

## Жизнь в Англии

### Встреча и свадьба
4 сентября 1539 года подписан брачный договор. Приданое Анны составило 100 000 флоринов, 40 000 из которых Генрих получал в день свадьбы, другие же 60 000 выплачивались в течение следующего года. Вскоре Анна в сопровождении 263 человек и 283 лошадей отправилась в Англию. 11 декабря Анна и её сопровождающие прибыли в Кале, где их приветствовала королевская делегация во главе с герцогом Саффолком, фаворитом и зятем Генриха VIII. Один из встречавших её вельмож, адмирал Саутгемптон, написал Генриху, что принцесса очень мила, и что король сделал достойный выбор. Леди Лайл в письме к дочери Анне Бассет сообщила, что будущая королева «очень благородна и хороша, прислуживать ей будет очень приятно». 31 декабря Анна со своими спутниками прибыла в Рочестер.
Знакомство жениха и невесты состоялось 1 января 1540 года. Генрих прибыл в Рочестер как частное лицо, в нетерпении узнать, как выглядит его будущая супруга, и «взлелеять любовь в своём сердце». На тот момент Анна не знала ни слова по-английски. Почти на протяжении всей встречи король и принцесса оставались наедине, и, покидая Анну, Генрих сказал: 

Я не вижу ничего из того, что было представлено мне на картинах и в донесениях. Мне стыдно, что люди её так восхваляли, — и я её совсем не люблю!
Вернувшись в Гринвич, король обрушил гнев на Кромвеля, нелестно отозвавшись о невесте, как о «здоровенной фламандской кобыле» (англ. "a great Flanders mare"). Тот, в свою очередь, попытался возложить всю вину на Саутгемптона: 

Когда адмирал обнаружил, что принцесса отличается от картины и описаний, сделанных о ней, ему следовало задержать её в Кале, пока король не был бы уве́домлен, что она не так хороша, как представлялось. Оригинальный текст (англ.)When admiral found the princess so different from the pictures and reports that had been made of her, he should have stayed her at Calais, till he had given the king notice that she was not so handsome as had been represented.
В течение нескольких оставшихся до венчания дней юристы короля искали способ расторгнуть помолвку.
Тем не менее, 6 января 1540 года свадьба была сыграна. Кромвель убедил Генриха, что брак уже практически заключён, и было бы крайне неосмотрительно отправить принцессу назад. Этот шаг грозил неприятностями с братом Анны, а кроме того, оставлял Англию без союзников в случае возможного нападения испанцев или французов.

### Неудавшийся брак
Наутро после брачной ночи король во всеуслышание заявил: 

Она вовсе не мила и от неё дурно пахнет. Я оставил её такой же, какой она была до того, как я лёг с ней.
В личных беседах с Кромвелем Генрих беспрестанно жаловался на то, что Анна совсем не подходящая для него жена. Между тем, сама Анна держалась с достоинством, постепенно осваивала английский язык и изысканные манеры и вызывала симпатию у многих, за исключением собственного мужа. Она стала доброй мачехой для принца Эдуарда и леди Елизаветы, и даже леди Мария, поначалу отнёсшаяся с презрением к протестантке, вскоре cдружилась с новой женой отца. Королеве пришлась по нраву жизнь при английском дворе: она полюбила музыку и танцы, завела ручного попугая и проводила дни, играя в карты со своими фрейлинами и примеряя роскошные наряды. И всё же она не могла не заметить равнодушие короля к ней и, памятуя о судьбе его предыдущих супруг, стала всерьёз опасаться, что её может постигнуть участь Анны Болейн.

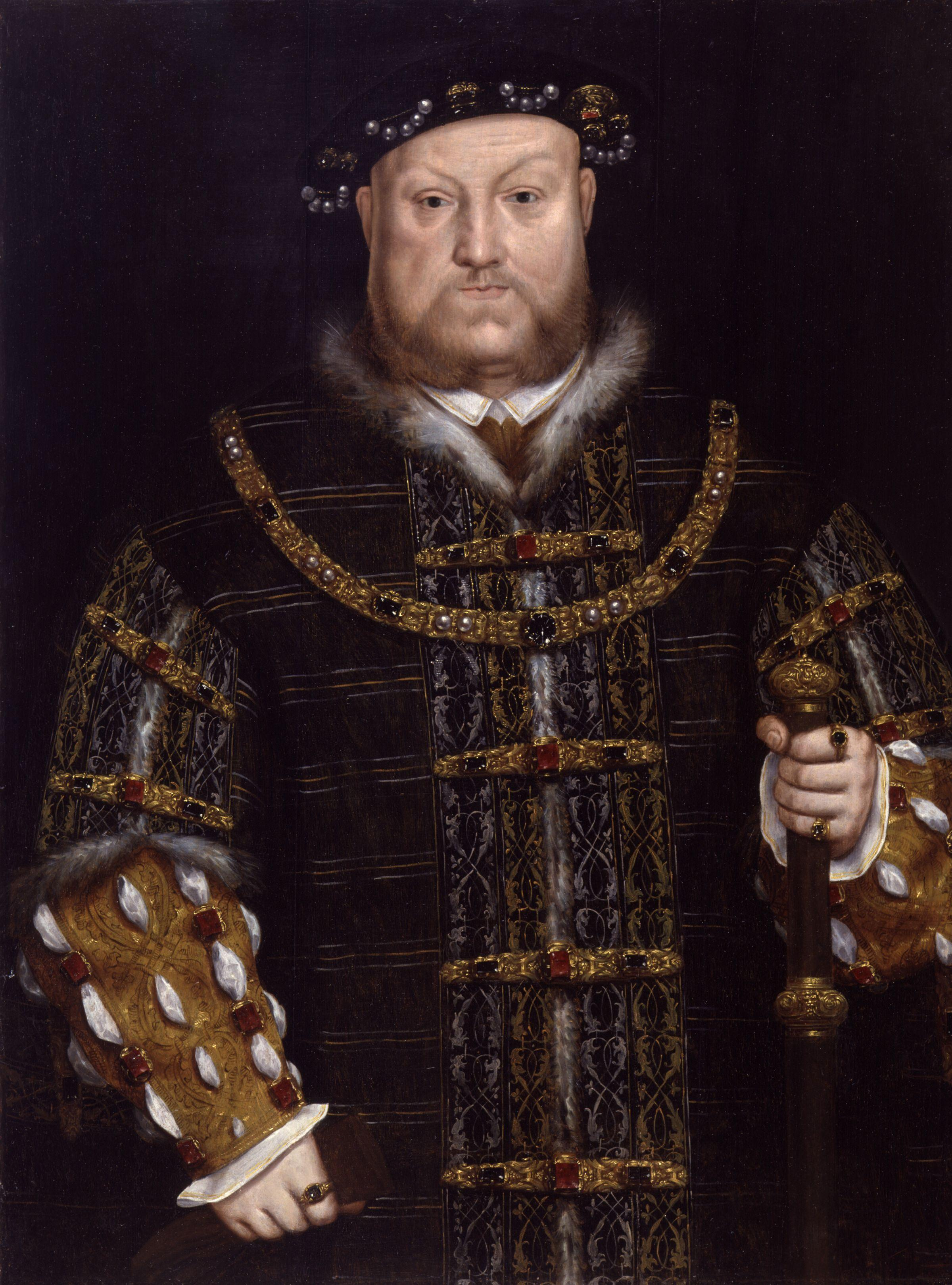
Генрих VIII. Портрет работы неизвестного художника, начало XVII в.

### Развод
К весне 1540 года альянс с герцогом Клевским уже утратил актуальность. Франко-испанский союз дал трещину, и Генрих собирался попытаться вновь завоевать доверие императора Карла. В марте на заседании Тайного совета Генрих заявил о своих сомнениях относительно законности брака с Анной по причине её более ранней помолвки с герцогом Лотарингским, и о том, что это препятствие мешает ему консуммировать свой брак. Министры обнадёжили короля, сказав, что неисполнение супружеских обязанностей — вполне веский довод для аннулирования брака.
Некоторые придворные, являвшиеся сторонниками католицизма, среди которых был и Томас Говард, 3-й герцог Норфолк, стремились избавиться от Анны Клевской, которая воспринималась английскими реформистами как символ поддержки протестантизма. Кромвель и его окружение представляли оппозицию консервативно-католической партии Норфолка. Норфолк, воспользовавшись отвращением короля к Анне, способствовал опале Кромвеля, как главного виновника неудачного королевского брака. На место королевы герцог прочил свою юную племянницу, леди Кэтрин Говард, служившую фрейлиной у Анны и пользовавшуюся благосклонностью Генриха.
В июне 1540 года Томас Кромвель был арестован по обвинению в государственной измене и отправлен в Тауэр. Анну отослали в Ричмонд 24 июня, якобы из-за близившейся эпидемии чумы. В Парламенте спешно решали вопрос о расторжении брака. Формальным поводом для развода послужили документы, касавшиеся первой помолвки Анны с герцогом Лотарингским, заявление короля, что «его женили против воли», и отсутствие перспективы появления наследников из-за неспособности Генриха вступать с женой в интимные отношения. Никаких претензий к самой Анне высказано не было, в намерения короля входило лишь желание развестись с ней, чтобы жениться на Кэтрин Говард.
Когда 6 июля 1540 года герцог Саффолк и епископ Винчестер прибыли к королеве, чтобы убедить её согласиться на аннулирование брака, она безоговорочно уступила всем требованиям. Король, обрадованный покладистостью Анны, в благодарность нарёк её своей «любимой сестрой», назначил ей солидный ежегодный пенсион в четыре тысячи фунтов и пожаловал несколько богатых поместий, в том числе Ричмондский дворец и, некогда принадлежавший семье Анны Болейн, замок Хивер, с настоянием, что бывшая королева должна остаться в Англии. 9 июля 1540 года брак Генриха VIII и Анны Клевской был объявлен недействительным.

### Любимая сестра короля
После развода король оставил Анну в своём семейном кругу. Теперь она как его «любимая сестра» была одной из первых дам при дворе после королевы Кэтрин и дочерей Генриха. Помимо этого «любящий брат» разрешил ей при желании повторно вступить в брак. Анна в ответ позволила ему контролировать её переписку с родными. По его просьбе она отправила письмо герцогу Вильгельму, сообщив, что совершенно счастлива и довольна своим статусом «родственницы короля».
Новый 1541 год Анна отмечала с новоприобретённым семейством в Хэмптон-корте. Генрих, ещё недавно не выносивший Анну в качестве жены, теперь тепло привечал её как «сестру». Придворные любили её за добродушие, и после казни Кэтрин Говард многие надеялись, что король снова женится на Анне. Но обратившимся к королю с прошением о повторной свадьбе посланникам герцога Клевского архиепископ Томас Кранмер ответил, что об этом не может быть и речи.
Несмотря на королевское позволение на брак с кем бы то ни было, Анна пренебрегла этой привилегией. Она была вполне удовлетворена своим положением в обществе и тем, что не зависит ни от кого, кроме Генриха, с которым у неё сложились дружеские отношения. Для женщины своего времени она оказалась обладательницей небывалой свободы и явно не желала от неё отказываться.
12 июля 1543 года Анна была приглашена на свадьбу Генриха и Катарины Парр как одна из свидетельниц, а в 1553 году вместе с леди Елизаветой присутствовала на торжественной коронации королевы Марии.
После смерти Генриха финансовое положение Анны сильно ухудшилось. Новый король Эдуард резко сократил её доходы. Она хотела вернуться в Германию, но ей не разрешили и этого.
Анна пережила и бывшего мужа Генриха VIII, и его сына Эдуарда VI. Незадолго до смерти она с позволения Марии переехала в поместье в лондонском Челси, некогда принадлежавшее Катарине Парр. Там она и скончалась 17 июля 1557 года. В завещании она упомянула о подарках для всех слуг и друзей, уточнив при этом, что «лучшая драгоценность» предназначена королеве. Елизавета также получила часть украшений и просьбу взять к себе в услужение «бедную девушку Дороти Керзон».
Анну Клевскую похоронили в Вестминстерском аббатстве.

## Образ в культуре
- «Частная жизнь Генриха VIII», Великобритания, 1933 год. Режиссёр — Александр Корда, в роли Анны — Эльза Ланчестер, в роли Генриха — Чарльз Лоутон.
- «Шесть жён Генриха VIII[англ.]», телесериал производства BBC, Великобритания, 1970 год. В роли Анны — Элви Хейл[англ.], в роли Генриха — Кит Мичелл.
- «Генрих VIII и его шесть жён[англ.]», Великобритания, 1972 год. Режиссёр — Уорис Хуссейн, в роли Анны — Дженни Бос (англ. Jenny Bos), в роли Генриха — Кит Мичелл.
- «Генрих VIII», мини-сериал, Великобритания, 2003 год. Режиссёр — Пит Трэвис, в роли Анны — Пиа Джирард (англ. Pia Girard), в роли Генриха — Рэй Уинстон.
- «Тюдоры», телесериал канала Showtime, Ирландия-Канада-Великобритания-США, 2007—2010 гг. В роли Анны — Джосс Стоун, в роли Генриха — Джонатан Рис-Майерс. Персонаж Анны появляется в трёх последних эпизодах третьего сезона телесериала. Актриса Джосс Стоун подтвердила участие в заключительном четвёртом сезоне[40], премьера которого состоялась 11 апреля 2010 года[41].

Анна Клевская является героиней ряда исторических романов, повествующих об эпохе Генриха VIII:
- Маргарет Барнс, «Моя леди из Клеве» (англ. My Lady of Cleves, 1946 год).
- Дж. Гамильтон, «Анна Клевская» (1972 год).
- Филиппа Грегори, «Наследство рода Болейн» (англ. The Boleyn Inheritance, 2006 год).
- Джудит О’Брайен, «Алая роза Тюдоров» (1996 год).

Сохранилось несколько портретов и гравюр с изображением Анны Клевской.

## Комментарии
1. ↑  Кардинал Реджинальд Поул (1500—1558) — убеждённый католик, один из потомков Плантагенетов. Генрих объявил его предателем и государственным преступником, после того, как Поул раскритиковал его религиозную политику, а также резко высказался относительно развода короля с Екатериной Арагонской. Поскольку сам кардинал находился за пределами Англии, король выместил свой гнев на его родственниках, приказав арестовать почти всю семью Поула. В 1539 году был казнён его старший брат — Генри, а в 1541 году его мать — леди Маргарет Поул[13].
2. ↑  Кромвель процитировал королю строчки из доклада одного из своих агентов, Кристофера Монта[16].
3. ↑  Придворная группировка, возглавляемая Томасом Говардом, 3-м герцогом Норфолком, и епископом Стивеном Гардинером, в церковной политике придерживалась принципа «католицизма без папы». Они приветствовали централизацию власти и провозглашения короля верховным главой церкви, но при этом не желали полного отхода от доктрин католичества[31].